# Erythrophysa transvaalensis
Erythrophysa transvaalensis är en kinesträdsväxtart som beskrevs av Verdoorn. Erythrophysa transvaalensis ingår i släktet Erythrophysa och familjen kinesträdsväxter. Inga underarter finns listade i Catalogue of Life.